# Gionna Daddio
Gionna Jene Daddio, också känd under artistnamnet Liv Morgan, född 8 juli 1994 i Paramus, New Jersey, är en amerikansk fribrottare känd från World Wrestling Entertainment.
Daddio växte upp i Elmwood Park i New Jersey och vart alltid intresserad av träning och sport men framför allt fribrottning. Hennes stora idol var Lita och Daddio och hennes syskon brukade leka fribrottning på familjens bakgård. Daddio jobbade tidigare på Hooters men blev 2013 erbjuden ett kontrakt med NXT som är en slags underdivision till WWE, efter att av en händelse ha träffat en man vid namn Joey DeFranco som bland annat tränat Triple H.
Efter några år i NXT så blev hon i slutet av 2017 utvald till att vara en av fribrottarna i World Wrestling Entertainment. Daddio deltog i både Wrestlemania 34 (2018) Wrestlemania 35 (2019) och Wrestlemania 36 (2020). På Wrestlemania 36 besegrade hon Natalya (fribrottare) i en match en-mot-en. Daddio var också en av medlemmarna i en trio som kallades "The Riott Squad" under perioder mellan 2016 och 2020. En annan medlem var Ruby Riott.